# クリス・ギュフロイ
クリス・ギュフロイ（Chris Gueffroy、1968年6月21日- 1989年2月6日）は、東ドイツに住んでいた人物である。1989年2月6日の深夜に友人とともにベルリンの壁を越えようとして発見され、国境警備兵に射撃された。友人は負傷し、ギュフロイは死亡した。ベルリンの壁脱出失敗による最後の殺人被害者であり、ベルリンの壁が崩壊するわずか9か月前に起きた事件であった。トレプトウ地区の射殺現場には、ギュフロイのための慰霊碑が存在している。

## 経緯

### 事件発生前
東ドイツ北部のパーゼヴァルク出身。5歳のとき、母とともに東ベルリンに転居し、そこで成長した。ギュフロイは運動神経がよく、選抜されてヨハニスタール（en:Johannisthal (Berlin)）にあるスポーツ学校に通っていた。幼い頃の夢は、世界的な体操選手になることであったという。
当時の東ドイツでは、スポーツの振興は国威発揚のために重要視されていて、スポーツ学校に通うことは「スポーツエリート」としての進路を選ぶことが可能であることを意味した。ギュフロイは1985年に学業を終えたが、その後1987年までウェイターとしての職業訓練を受けることになった。ギュフロイがスポーツエリートへの道を閉ざされた理由は、スポーツ学校卒業後に国家人民軍の将校になることを要請されていたのにそれを拒否したため、高等教育へ進めなかったからであった。
ギュフロイがウェイターとしての職業訓練を受けた場所は、ベルリン・シェーネフェルト国際空港のホテルであった。彼は職業訓練中にさまざまな腐敗を目撃し、現状への不満と西側諸国への憧れを募らせていった。その不満によって、ギュフロイは職業訓練中に上司とトラブルを起こしていた。彼は親しい友人に「DDRではいつも後見を受け、自分で物事を決められない」と内心の不満を明かしていた。
ギュフロイの友人中に、西側への脱出に成功した者がいた。そのため、彼の心中にある自由への想いは日ごとに増していき、西側でレストランを開きたいと考えるようになった。1980年代には西側への出国申請が許可される事例が増えつつあったがその可能性は低く、しかも申請したことでの差別や嫌がらせを受忍せねばならなかった。そのため、ギュフロイは1度も出国申請をすることはなかった。
ギュフロイは徴兵を受けて、1988年の秋に国家人民軍に所属することが決められていた。ただし、その時期は1989年5月まで延期されていた。ギュフロイの母カリンによると、彼は軍隊行きを嫌がっていたという。

### 事件の発生
ギュフロイが東ドイツ脱出を決めたのは、テューリンゲンで国境警備兵として勤務している友人から「国境での発砲命令が失効している」という情報を聞いたことが契機であった。さらに2月の上旬にはスウェーデンの総理大臣が東ドイツを訪問する予定があったため、その期間中はより安全であろうと思われた。結果的にこれらの情報は誤りであり、実際に国境での発砲命令が撤廃されたのは同年4月3日になってからであった。その誤りが、ギュフロイの命を奪うことになった。
ギュフロイは職業訓練中に友人となったクリスティアン・ガウディアン（当時21歳）とともに、1989年2月5日の夜間に東ドイツ脱出を決行した。2人は夜9時に住居を離れ、トレプトウ地区の家庭農園付近から匍匐前進しながら東側と西側の境界までおよそ3時間を費やして進んだ。2人は東ベルリンのトレプトウ地区から西ベルリンのノイケルン地区へブリッツアー運河（シュプレー川の支流にあたる）沿いに脱出することを計画していた。近藤潤三はその著書『東ドイツ（DDR）の実像 独裁と抵抗』（2010年）で「この地点が選ばれたのは、運河の幅が10mに満たないからだったであろう」と指摘し、「また監視塔からも距離があり、塔の上から発見されにくいと思われたのも一因だったと推測される」と記述している。
2人は内側の壁を乗り越え、11時39分に外側の壁の手前5メートルにある金網の柵までたどり着いた。しかし警報が鳴り響き、国境警備兵たちはこれにすぐさま反応した。付近に警備兵が4人いて、そのうち2人がギュフロイとガウディアンに向けて発砲した。ギュフロイとガウディアンは柵沿いに走りだした。ギュフロイはガウディアンに肩を貸して、最後の柵を越えさせようと試みた。警備兵4人が発砲し、ガウディアンは右足を撃たれ、ギュフロイは3発被弾してそのうち1発が胸を撃ちぬいた。
ギュフロイを撃って致命傷を与えたのは、インゴ・ハインリヒという名の警備兵であった。ハインリヒの本業は電気工で、徴兵によって国境警備の任務についていた。ハインリヒの射撃は40メートルもない至近距離からのものであり、実際には「処刑」に等しかったという。しかも彼は上半身を狙い撃ちにし、命中しやすいように膝をついて射撃していた。
ガウディアンは当時の状況について、調書の中で次のように語っている。
ガウディアンは東ベルリン側の地面に転落したが、一命を取り留めた。警備兵4人はギュフロイとガウディアンを「豚野郎」と罵った上に、「動いたら引き金をひくぞ」と脅しつけた。警備兵のうち1人は、絶命しかけているギュフロイの体を、仲間の警備兵が制止するまで調べ上げていた。ガウディアンは意識を失う前、とっさに身分証明書を柵の向こう側に投げ入れ、このために事件の発生と犠牲者の氏名が西側にも知られることになった。当時、銃声を聞きつけて西ベルリン側から状況を目撃していた住民がいたため、2月7日付で西ドイツ側のマスメディアはその証言に基づいて事件を一斉に報道していた。
ギュフロイとガウディアンは警備兵によってトラバントに乗せられ、警備隊の本部まで連行された。ここで警備隊の医師がギュフロイを検死し、0時15分にその死亡を確認した。ガウディアンは傷の応急手当てを受けた後に、シュタージによって取り調べを受けた。脱出計画について一切語ろうとしないガウディアンに対して、シュタージ側は自供しなければけがの治療をしないと脅迫に及び、しかも殴ったり蹴ったりしたという。ガウディアンは3週間後に、不法越境未遂の罪名で3年の自由刑の判決を受けた。彼が自由の身となったのは同年10月17日のことで、「自由買い」（東ドイツからの政治亡命希望者の身柄を金銭と引き換えに引き受ける行為）の形で西ドイツ側に引き渡された。それは、ライプツィヒで始まった月曜デモの各地への波及と長年東ドイツで権力者の座にあったエーリッヒ・ホーネッカーの失脚による混乱の最中であった。

### 事件発生後

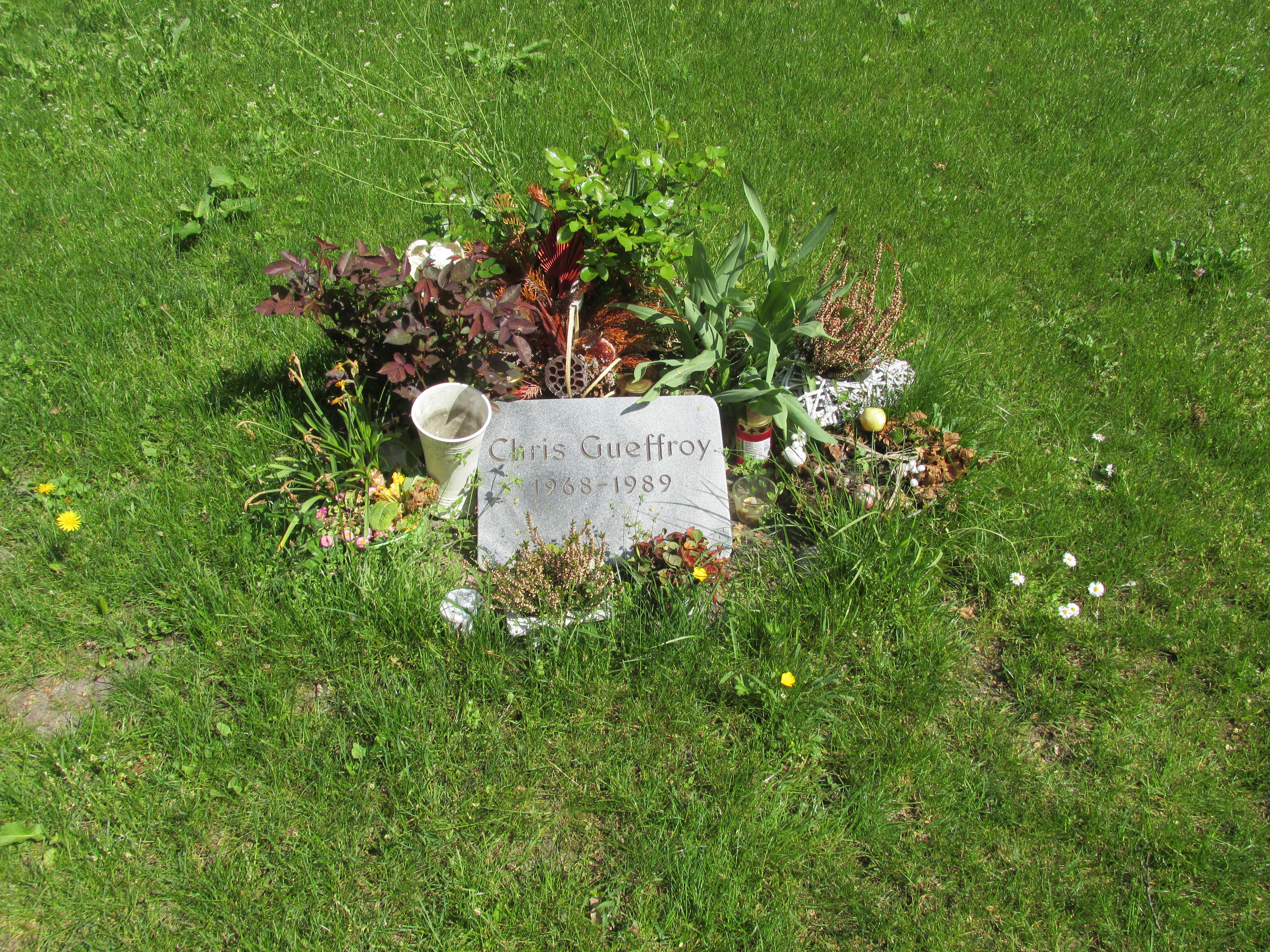
クリス・ギュフロイの墓碑、2014年4月26日撮影。

事件発生当日、ギュフロイの母カリンは夜11時半過ぎに自宅の居間で銃声を聞いていたが、それが息子の命を奪ったものであることには思い至らなかった。カリンはベルリンの壁にほど近いトレプトウ地区のジュートオスト・アレーに住んでいたので、警備兵の発砲には慣れていたためであった。さらにギュフロイは、周囲には「プラハに旅行に行く」と告げていた。
ギュフロイは親元を独立して1人暮らしをしていたので、カリンがその死を知らされたのは2日後のことであった。その日、カリンのもとに制服姿の男が訪れて警察署への同行を命じた。警察署でカリンは1時間半にわたって息子についての尋問を受けたが、この時点ではまだその死について知らなかった。尋問が終わりに近づいたころ、カリンは息子が「軍事施設への襲撃」によって死亡したことを告げられた。その知らせを聞いたカリンは衝撃を受けて崩れ落ちそうになったが、何とか持ちこたえた。
2月21日、西ベルリンの新聞「ベルリン新聞」は、ギュフロイの死亡公告を掲載した。この公告には死亡の場所や状況などについての言及はなかったが、2月23日にギュフロイをバウムシューレンヴェーダー墓地に埋葬することが載せられていた。ギュフロイの埋葬式当日は100人以上の市民が参列し、しかも墓地の周辺立ち入り禁止の措置をとっていたにもかかわらず、西ドイツのメディアが取材に訪れた。しかも同じ時刻に、銃撃現場と運河を挟んで反対側の西ベルリンの地点に、ギュフロイ追悼の十字架が設置されていた。「ベルリン新聞」への死亡公告掲載について、シュタージの最高責任者エーリッヒ・ミールケはホーネッカー宛ての書簡で「シュタージがそれを阻止しようとしたが失敗した」と記述していた。カリンは身内を始め友人や職場の同僚など周囲の人々に2月5日の夜、息子たちに起こった事態について話し、その死が銃撃による殺人であることが公然のものとなっていた。
ベルリンの壁での殺人について西側諸国は強く非難し、東ドイツの国際的な立場は悪化した。当時経済の慢性的な停滞状況に陥っていたため、西側諸国からの借款に依存していた東ドイツにとって、この事件は大きな打撃となった。1989年4月3日、ホーネッカーの了解により国境での発砲命令が撤廃され、発砲が許されるのは「緊急避難」の場合に限定された。ホーネッカーは東ドイツの国際的な立場の失墜を恐れ、さらに西側諸国からの資金供与が必要だったため、発砲命令の撤廃に踏み切った。エドガー・ヴォルフルムはその著書『ベルリンの壁 ドイツ分断の歴史』（2009年）で、国境警備隊に対する新たな指令書について以下のように記述した。
「現下の政治情勢のもとでは、銃器を使うよりも、人間がひとり消えてもらうほうがよい」
ベルリンの壁における最後の発砲は、1989年4月8日のことであった。この日、2人の若者がショセー通り検問所から西側への亡命を試みた。国境警備兵は警告の射撃を行い、この2人は亡命を断念している。

### 告発と裁判
ベルリンの壁崩壊後の1991年6月、統一ドイツの司法当局はギュフロイの死に関与した国境警備兵4名を殺人罪で起訴した。カリンはこの裁判において共同起訴人となり、告発に加わった。同年9月に裁判が始まった。起訴されたのはインゴ・ハインリヒ（26歳、電気工）、アンドレアス・キューンバスト（27歳、電気工）、マイク・シュミット（26歳、機械工）、ペーター＝ミヒャエル・シュメット（26歳、電気工）で、いずれも職業軍人ではなく、徴兵によって軍務に就いていた者であった（年齢はいずれも公判当時）。被告席に立った彼らは怯えきっていて、誰とも視線を合わさず、何度も涙を流していた。
ギュフロイの死に関与した国境警備兵4名は、事件前はお互いに知り合いではなく、事件が発生した後は散り散りに転属させられた。それと同時に彼ら4名が事件発生時に任務に就いていたことなど、ギュフロイ射殺の証拠となるものはことごとく破棄されることとなった。兵士の人事異動や転属は頻繁に実施されていたが、これは国境警備兵の逃亡を防ぐための防止策でもあった。この4名は銃撃の後、ギュフロイの生死について知らされずにいた。逃亡未遂の2人（ギュフロイとガウディアン)は、負傷しただけだと思っていたという。彼らが「1人死亡」という事実を知ったのは、事件発生から数週間後に新聞がこの記事を小さい扱いで取り上げたからであった。
国境警備兵の任に就いている者は逃亡者を見逃したり故意に狙いを外して射撃したりすると、彼ら自身が処罰を受けたために任務に忠実でなければならず、逃亡を防いだ警備兵は称賛される必要があった。そのため、ギュフロイとガウディアンの逃亡を阻止した国境警備兵4名は功労賞を授与され、それぞれが150マルクの報奨金を受け取った。しかし、事件から9か月後にベルリンの壁が崩壊すると、彼らの立場は一転して殺人の罪で被告席に立たされることとなった。
一連の「ベルリンの壁」裁判においては、ホーネッカーなど東ドイツの最高指導者から、中間的な地位の者や一介の兵士まで様々な立場の者が被告人となった。ただしこの裁判には、西ドイツ側による「勝者の裁判」という批判がなされ、当時の東ドイツの国内法規に則った行為を統一後に断罪することについて疑念を呈する意見があった。起訴された4名はそれぞれ「命令に従うことは義務であり、発砲は義務の履行だった」と主張した。検察側は彼らの主張に対して命令を守ったことで起こった誤りを追及し、弁護側は検察側の主張を「普通の人間に英雄になれと要求しているのと同じ」と反論し、この裁判を不当であると述べた。
ギュフロイ殺害に対する第1審の判決は、ベルリン地裁で1992年1月に下された。ギュフロイに致命傷を与えたハインリヒには、禁固3年半の実刑が言い渡された。キューンバスト（ギュフロイとガウディアンの頭上をめがけて射撃した）は、執行猶予付き禁固2年の判決が下った。残る2名は無罪とされたが、シュミットは撃てと言っただけで実際に射撃を行わなかったと認定され、シュメットは足を狙って射撃したため殺意はなかったとされたのがその理由であった。
この判決は上訴され、1993年3月に上訴に対する判決が下った。ハインリヒについては量刑不当としてベルリン地裁に差し戻されたが、キューンバストは殺意がないとして無罪、シュメットの無罪は維持、シュミットについては殺意の有無を再確認するということで差し戻された。1994年3月、4名に対する連邦裁判所の判決が下り、裁判はここで終結した。ハインリヒは禁固刑ではなく2年の保護観察処分となり、シュミットは無罪判決を受けたため、ギュフロイ殺害の罪で有罪とされたのは1名のみという結果になった。
ホーネッカーに対する「ベルリンの壁」裁判は1992年11月に開始されたが、肝臓ガンの悪化のために公判維持が困難になった。1993年1月に公判は中止され、ホーネッカーは妻と娘がいるチリへの出国を許可された。ホーネッカーはその地で客死し、「ベルリンの壁」で起きた一連の事件への責任を問われることはなかった。これはカリンにとって耐えがたいことであり、ホーネッカーが裁きを受けなかったことに失望していたという。
ギュフロイ殺害について唯一有罪となったハインリヒは、後にイギリスのテレビドキュメンタリー番組に出演した。彼はそのときに何が起こったかを語り、東ドイツの法律に則った行動のために被告人になるとは当時思いもよらないことだったと言った。インタビュアーがハインリヒに「歴史の罠にはまった」ような気がしているかと質問したところ、彼は以下のように答えている。

### その後

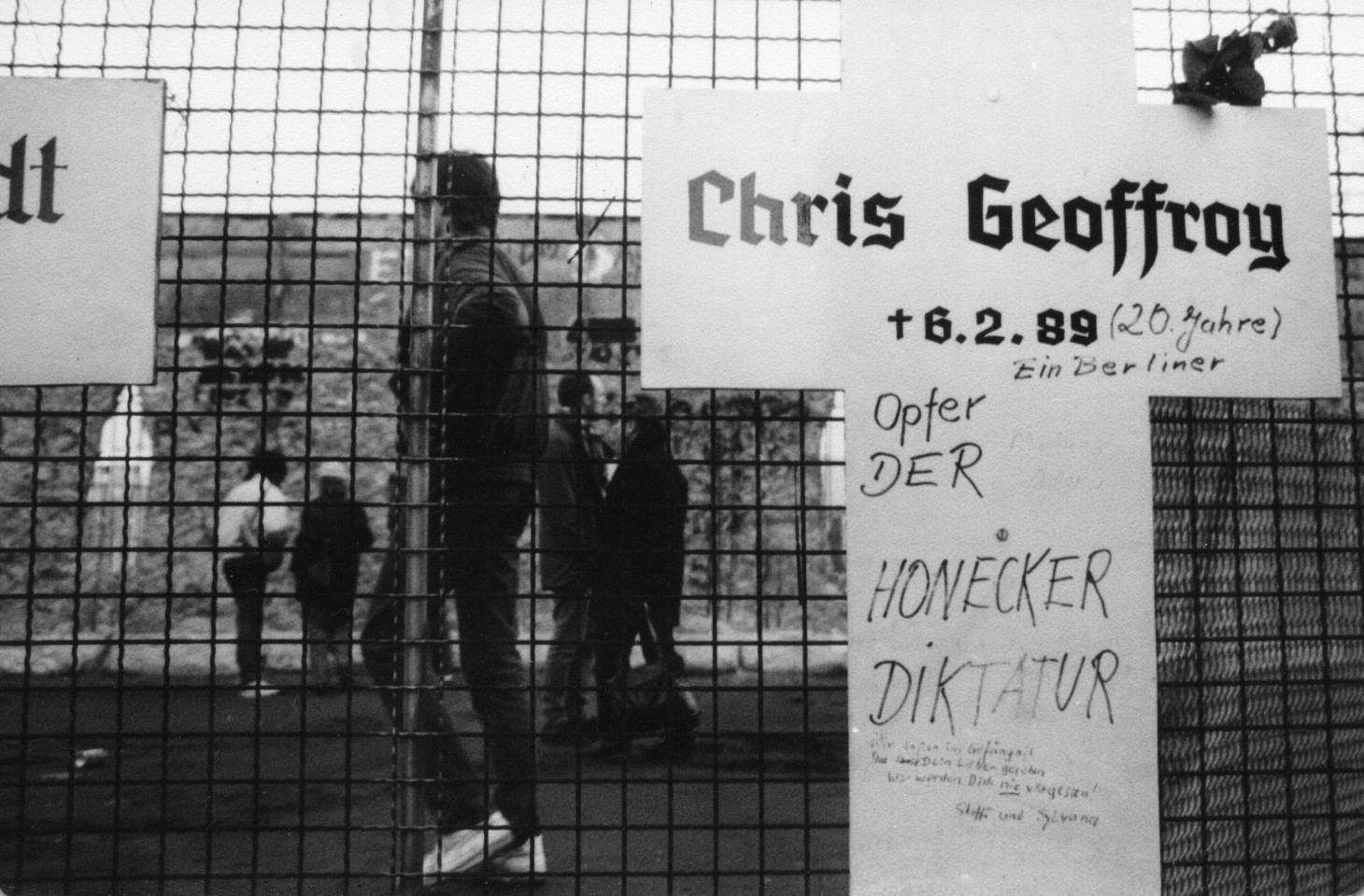
国会議事堂近くのクリス・ギュフロイの十字架、背後には部分的に破壊されたベルリンの壁が見える。1989年-1990年冬の撮影。

カリンはドイツ統一後に、息子が殺害された現場に十字架を立てた。この十字架は何度も傷つけられ、1994年には盗難被害まで受けていた。現場には、ベルリンの芸術家カール・ビーダーマンの設計で2003年6月21日に慰霊碑が建てられた。その日は、ギュフロイが生きていたなら35歳の誕生日にあたる日でもあった。2010年8月13日には、トレプトウ地区とノイケルン地区の間の通りが「クリス・ギュフロイ通り」（Chris-Gueffroy-Allee）と改名された。
国会議事堂のほど近くに、ベルリンの壁を越えようとして死亡した人々を追悼する白い十字架が存在する。この十字架は1961年8月24日に殺害されたギュンター・リトフィンを始めとした多くの人々のものがあり、ギュフロイの十字架もその中に加わっている。それぞれの十字架はシュプレー川沿いの鉄柵に貼り付けられた金網に取り付けられていて、名前と死亡日などが記されている。
元NHK記者でフリージャーナリストの熊谷徹は、ドイツ統一後にベルリンに住むカリンを訪ねた。インタビューに応じたカリンは息子の死について、無念そうな表情を見せていたという。